# NET4GAS
NET4GAS, s.r.o. je držitelem výhradní licence pro přepravu zemního plynu v České republice. Společnost provozuje více než 3600 kilometrů plynovodů a v rámci této sítě zajišťuje vnitrostátní přepravu a mezinárodní tranzit plynu. V roce 2022 ztratila firma kvůli ruské invazi na Ukrajinu výnosný tranzit plynu z Ruska do Německa a v roce 2023 byla odkoupena vládou ČR. Infrastruktura NET4GAS by měla být v budoucnosti využita pro plánovanou přepravu až 16 miliard metrů krychlových vodíku ročně z Ukrajiny přes Slovensko a Českou republiku do Německa.

## Historie
V roce 2001 prodala vláda Miloše Zemana podíl v plynovém průmyslu společnosti RWE. Kvůli liberalizaci obchodu s energiemi a tím i legislativním požadavkům Evropské unie byla v roce 2006 oddělena těžba a obchod od přepravy (provozování plynovodů) do společnosti RWE Transgas Net, která byla přejmenována na NET4GAS.

### Rozvoj společnosti
V letech 2011/2012 došlo k napojení na Nord Stream prostřednictvím německého plynovodu OPAL. Společnost NET4GAS za tímto účelem vybudovala spolu s hraniční předávací stanicí Brandov plynovod GAZELA, jednu z největších investic do energetické infrastruktury v ČR v těchto letech. Za účelem zvýšení bezpečnosti dodávek energie v Evropě realizovala společnost NET4GAS v letech 2011 až 2015 další projekty zaměřené na posílení kapacit zpětného toku ve směru západ-východ a zlepšení propojení s podzemními zásobníky plynu i se sousedními provozovateli přepravních soustav.

### Prodej společnosti
V roce 2013 prodala RWE Group společnost v hodnotě 1,6 miliardy eur (41,3 miliardy korun) konsorciu německé pojišťovny Allianz Capital Partners a kanadské investiční skupině Borealis Infrastructure. O společnost měl zájem také Energetický a průmyslový holding (EPH Daniela Křetínského), majoritně ovládaný skupinou PPF Petra Kellnera, KKCG Karla Komárka a belgický operátor plynovodů Fluxys spolu s investiční společností Global Infrastructure Partners. RWE prodejem řešila propad v hospodaření, kdy německá energetická skupina byla zasažena útlumem tamní jaderné energetiky.

### Ruská invaze na Ukrajinu
Po ztrátě tranzitu ruského plynu přes Česko do Německa způsobené ruskou invazí na Ukrajinu v roce 2022 vznikly společnosti NE4GAS nedobytné pohledávky u ruského Gazpromu a současně došlo k velkému propad tržeb. Konsorcium se proto rozhodlo z firmy odejít. Vznikly obavy, že případná insolvence NET4GAS by mohla vnést chaos do klíčového energetického odvětví nebo že by firmu v problémech mohl koupit někdo jiný a mařit zájmy státu. Ministr průmyslu a obchodu Jozef Síkela prohlásil, že „Stabilita této společnosti je podmínkou stability České republiky.“. O společnost měl kromě českého státu zájem také holding EPH Daniela Křetínského, který vlastní navazující tranzitní plynovod na Slovensku.

### Koupě státem
Poté, co vláda Petra Fialy koupila 6 zásobníků plynu v ČR za 9 miliard korun, se v září 2023 rozhodla také o koupi společnosti NET4GAS pro zajištění energetické bezpečnosti ČR. Ministr průmyslu Jozef Síkela to označil za přebrání kontroly nad energetickou infrastrukturou. Firmu koupila státní společnost ČEPS (spravuje obdobnou infrastrukturu v ČR pro rozvod elektřiny) za 3 miliardy korun a doplatek dalších 2 miliard korun v případě splnění hospodářských výsledků (přesné podmínky nebyly zveřejněny).. Koupě byla dokončena 11.12.2023 po schválení ÚOHS a DG Comp Evropské komise.
Podle partnera společnosti EGÚ Brno Michala Kocůrka dává nákup plynovodů signál průmyslu, že stát počítá s plynem i do budoucna. Analytik Capitalinked.com Radim Dohnal naopak hodnotí akvizici Net4Gas jako obrovskou chybu. V roce 2023 poklesl tranzit plynu o 94 %, takže ČR dováží jen tolik plynu, který sama spotřebuje. Přes hranice s Německem bylo dovezeno 92 % plynu, zbylých 8 % ze Slovenska, ale až na podzim, kdy byly plynové zásobníky naplněny.
Příjmy společnosti klesly z téměř 13 mld. Kč v roce 2022 na 3 mld. Kč. o rok později a společnost dostala do ztráty. Stát uvažuje o kompenzaci příjmů společnosti zvýšením poplatků za plyn. 

## Arbitráž
NET4GAS v minulosti přepravoval tuzemskou soustavou plynovodů okolo 45 miliard m³ zemního plynu ročně, z toho cca 8 miliard m³ pro domácí spotřebu. Po ruské invazi na Ukrajinu v roce 2022 klesla přeprava na zhruba 30 miliard m³ a v roce 2023 to bude kvůli výpadku tranzitu pro ruský Gazprom ještě výrazně méně. Smlouva s Gazpromem přitom byla platná až do roku 2038 a firmě zajišťovala příjmy 6 miliard korun ročně. NET4GAS podal v roce 2023 na Gazprom arbitrážní žalobu, avšak pravděpodobnost vymožení částky od ruské státní firmy je dost malá.